# Ambasciatori del Brunswick in Prussia
L'ambasciatore del Brunswick in Prussia era il primo rappresentante diplomatico del ducato di Brunswick (già ducato di Brunswick-Wolfenbuttel) in Prussia.
Le relazioni diplomatiche iniziarono ufficialmente nel 1747 e terminarono nel 1932.

## Ducato di Brunswick
- 1829–1831: August von Meyern Hohenberg
- 1831–1849: Carl von Roeder von Bomsdorff

1849–1851: keine Beziehungen
- 1851–1861: Friedrich von Liebe
- 1862–1867: Friedrich Albert von Löhneysen
- 1867–1885: Friedrich von Liebe
- 1885–1906: Burghard von Cramm-Burgdorf
- 1906–1913: vacante
- 1913–1918: Friedrich Boden

## Libero stato di Brunswick
- 1918-1932: Friedrich Boden

1932: Chiusura dell'ambasciata